# Ничка (приток Енисея)
Ничка — река в Красноярском крае России, правый приток Енисея.
Длина реки — 37 км, площадь водосборного бассейна — 214 км².
Протекает в юго-западном направлении по территории Минусинского района. Берёт начало северо-восточнее села Большая Ничка на высоте более 361,9 м над уровнем моря.
В среднем течении протекает через озеро Кутужеково. Правый приток — река Безгуска. На реке расположены сёла Большая Ничка и Малая Ничка, а также посёлок Кутужеково.
Впадает в реку Енисей в 2929 км от устья, ниже села Лугавского.